# Rechtsupweg
Rechtsupweg är en kommun och ort i Landkreis Aurich i förbundslandet Niedersachsen i Tyskland.
Kommunen ingår i kommunalförbundet Samtgemeinde Brookmerland tillsammans med ytterligare fem kommuner.